# ORP Orzel (1938)
ORP Orzeł (Polsk for "Ørn") var en polsk ubåd fra Anden Verdenskrig. Den blev bygget i Holland i 1937-1938 sammen med søsterskibet ORP September. Ubådene var egentlig for store til at operere i den lavvandede Østersøen.
Ved starten af det tyske felttog i Polen i 1939 var Orzeł på patrulje i Østersøen. De valgte at søge neutral havn i Tallinn fordi kaptajnen var syg. Efter tysk opfordring tilbageholdt de estiske myndigheder ubåd og besætning. Besætningen tog dog fire dage senere kontrol over ubåden, undslap Tallin og bragte den ud i Østersøen og senere videre til Storbritannien. Derefter indgik Orzeł med besætning i Royal Navy.
I forbindelse med invasionen af Norge sænkede Orzeł det hemmelige, tyske troppetransportskib MS Rio de Janeiro udenfor Lillesand d. 8. april 1940. Ubåden gik senere tabt med hele sin besætning på patrulje i Nordsøen i slutningen af maj 1940 